# Laurys Station
 (août 2025).
Laurys Station est une census-designated place située dans le comté de Lehigh, dans l’État de Pennsylvanie, aux États-Unis. Lors du recensement de 2020, elle compte 1 170 habitants.